# 賀霖
賀霖（1441年—？），字時望，江西饒州府鄱陽縣人，民籍。明朝政治人物。進士出身。

## 生平
江西鄉試第八十四名。成化五年（1469年）乙丑科會試第二百名，殿試登進士第三甲第八十二名。

## 家族
曾祖賀彥明，贈大理寺右少卿。祖父賀祖嗣（思庸（恆））。父亲賀永鑑。